# Qah
Qah (tiếng Ả Rập: قاح, cũng đánh vần Kah) là một ngôi làng ở phía bắc Syria, một phần hành chính của Tỉnh Idlib, nằm ở phía bắc Idlib và ngay phía đông biên giới với Thổ Nhĩ Kỳ. Các địa phương lân cận bao gồm Atme ở phía tây, Jindires ở phía bắc, Deir Samaan ở phía đông bắc, Darat Izza ở phía đông, Turmanin ở phía đông nam và al-Dana ở phía nam. Theo Cục Thống kê Trung ương Syria, Qah có dân số 2.262 người trong cuộc điều tra dân số năm 2004.
Qah là nơi có trại tị nạn lớn nhất ở Syria dành cho những người chạy trốn khỏi các khu vực bị bạo lực trong cuộc nổi dậy Syria đang diễn ra chống lại chính phủ Syria. Trại bao gồm 40.000 mét vuông (10 mẫu Anh) đất nông nghiệp và vườn ô liu được mua bởi những người nông dân địa phương với nguồn vốn từ cộng đồng địa phương, Libya, và IHH, một tổ chức phi chính phủ của Thổ Nhĩ Kỳ. Dự án đã được tổ chức trong tháng 10 năm 2012 bởi các tình nguyện viên địa phương và lãnh đạo bởi Syria lãnh tụ Hồi giáo Sheikh Omar Rahman. Theo ông Rahman, trại sẽ có thể chứa 5.000 đến 10.000 người tị nạn và được cho là làm điểm trung chuyển tạm thời trước khi vào Thổ Nhĩ Kỳ. Trại được thành lập để giải tỏa tình trạng quá tải ở Atme gần đó. An ninh được cung cấp bởi một dân quân đối lập, Martyrs of al-Ariyeh Brigade, được tạo thành từ các cư dân Qah. Gần đây, thị trấn nằm dưới sự kiểm soát của Quân đội Syria Tự do do Thổ Nhĩ Kỳ hậu thuẫn.